# Championnat de Belgique de football de troisième division 2016-2017
Navigation
saison précédente saison suivante
Le Championnat de Belgique de football D3 2016-2017 est la quatre-vingt-huitième édition du championnat de Championnat belge de 3e « Division ». Mais c'est la toute première édition de ce niveau sous l'appellation « Division 1 Amateur » ou « Superligue Amateur ».
Cette compétition est de niveau national intégral. Cette appellation curieuse en comparaison des niveaux 4 et 5 de la nouvelle structure pyramidale du football belge à partir de cette saison. Ceux-ci sont « nationales mais régionalisés ». Un curieux verbiage venant de la volonté de l'URBSFA de conserver son esprit unitaire et de ne pas ce scinder en « Fédérations régionales » comme d'autres sports ont pu le faire.
La Division 1 Amateur est composée de 16 clubs issus de toutes les parties du pays.

## Critères de composition
Les clubs formant la première édition de cette Superligue Amateur sont :
- Neuf clubs venant de la Ligue Proximus 2015-2016
- Sept clubs venant de la Division 3 2015-2016

### Conditions d'accès
À partir de la saison 2017-2018, des critères technico-administratifs devront être remplis par les clubs désireux de prendre part à cette division ,:
- Avoir minimum 7 joueurs sous contrat avec le statut "semi-professionnel".
- Disposer d'un stade de minimum 1.500 places (dont minimum 300 assises).
- Disposer d'un terrain aux dimensions de 100-105 m de long sur 64-68 m de large.
- Disposer d'un éclairage de minimum 300 LUX (dérogation à 200 LUX la première saison)

Dans un autre domaine, les participants de cette division devraient percevoir 50 000 euros par saison provenant des droits télévisés du football professionnel.

## Organisation
Les équipes se rencontrent en matchs aller/retour durant une phase classique (30 matches). Au terme de cette première phase, les quatre premiers classés disputent le "Play-off Amateur" au terme duquel est désigné le champion

### Play Off Amateur
Au terme de la saison régulière de trente matchs, les quatre premiers disputent les Play-off Amateur. Pour ce faire, ils se rencontrent en matchs /aller retour. Selon le même principe que celui adopté en Jupiler Pro League, le classement du "Play-off" est établi avec chaque formation conservant 50 % des points conquis durant la phase classique (arrondis à l'unité supérieure si nécessaire pour obtenir un nombre entier).
L'équipe championne est officiellement sacrée championne de Belgique Amateur.

### Promotion en D1B
S'il est en possession de la licence nécessaire, le champion de D3 Amateur est promu en Division 1B la saison suivante.

### Relégation en D2 Amateur
Les trois derniers classés au terme de la phase classique sont relégués en Division 2 Amateur la saison suivante. Le club qui termine à la 13e place est dit "barragiste", et doit assurer son maintien lors du tour final avec des formations de D2 Amateur.

### Cas particuliers
Le principe de relégation directe et de désignation du "barragiste" peuvent subir des adaptions si un ou plusieurs clubs ne répondent plus aux conditions d'accès à la D1 Amateur. Dans ce cas, le ou les cercles concernés seraient placés aux places de relégables directs .

## Clubs participants 2016-2017
| #  | Nom                                             | Mat. | Ville          | Stades             | En D1-Am depuis | Total en D1-Am | S. Précédente       |
| -- | ----------------------------------------------- | ---- | -------------- | ------------------ | --------------- | -------------- | ------------------- |
| 1  | Royal White Star Bruxelles                      | 5750 | Molenbeek      | E. Machtens        | 2016-2017 (1re) | 1 saison       | 1er Proximus League |
| 2  | Koninklijke Football Club Dessel Sport          | 606  | Dessel         | Armand Melis       | 2016-2017 (1re) | 1 saison       | 10e Proximus League |
| 3  | Royal Football Club Seraing                     | 167  | Seraing        | Pairay             | 2016-2017 (1re) | 1 saison       | 11e Proximus League |
| 4  | Royal Excelsior Virton                          | 200  | Virton         | Yvan Georges       | 2016-2017 (1re) | 1 saison       | 12e Proximus League |
| 5  | Allemaal Samen Verbroedering Geel               | 2169 | Geel           | Leunen             | 2016-2017 (1re) | 1 saison       | 13e Proximus League |
| 6  | Koninklijke Maatschappijk Sport Kring Deinze    | 818  | Deinze         | Burg. Van De Wiele | 2016-2017 (1re) | 1 saison       | 14e Proximus League |
| 7  | Koninklijke Patro Eisden Maasmechelen           | 3434 | Maasmechelen   | Patro              | 2016-2017 (1re) | 1 saison       | 15e Proximus League |
| 8  | Koninklijke Sportkring Heist                    | 2948 | Heist o/d Berg | Gemeentelijk       | 2016-2017 (1re) | 1 saison       | 16e Proximus League |
| 9  | Koninklijke Voetbal Vereniging Coxyde           | 1934 | Coxyde         | Henri Houtsaegers  | 2016-2017 (1re) | 1 saison       | 17e Proximus League |
| 10 | Koninklijke Football Club Vigor Wuitens Hamme   | 211  | Hamme          | Gemeentelijke      | 2016-2017 (1re) | 1 saison       | 1er Div. 3 série A  |
| 11 | Koninklijke Sportvereniging Oudenaarde          | 81   | Audenarde      | Burg. Thienpont    | 2016-2017 (1re) | 1 saison       | 3e Div 3 série A    |
| 12 | Football Club Verbroedering Dender Eend. Hekel. | 3900 | Denderleeuw    | Van Roy            | 2016-2017 (1re) | 1 saison       | 5e Div 3 série A    |
| 13 | Football Club Olympia Beerschot-Wilrijk         | 155  | Anvers         | Kiel               | 2016-2017 (1er) | 1 saison       | 1er Div 3 série B   |
| 14 | Koninklijke Football Club Oosterzonen           | 3970 | Oosterwijk     | Stedelijke         | 2016-2017 (1re) | 1 saison       | 2e Div 3 série B    |
| 15 | Royal Sprimont Comblain Sport                   | 260  | Sprimont       | du Tultay          | 2016-2017 (1re) | 1 saison       | 6e Div 3 série B    |
| 16 | Koninklijke Sporting Hasselt                    | 3245 | Hasselt        | Stedelijke         | 2016-2017 (1re) | 1 saison       | 4e Div 3 série B    |

### Localisation des clubs participants
| \| Coxyde Deinze Dessel Geel Heist White Star Seraing P. Eisden Virton Audenarde Dender Hamme Beerschot Oosterwijk Sprimont Hasselt \| Localisation des clubs engagés en Division 1 Amateur 2016-2017 |
| Coxyde Deinze Dessel Geel Heist White Star Seraing P. Eisden Virton Audenarde Dender Hamme Beerschot Oosterwijk Sprimont Hasselt                                                                      |

## Classements 2016-2017

### Légende
|               | Clubs qualifiés pour disputer le "Play-off Amateur".                        |
|               | club devant participer au "Tour final de D1 Amateur".                       |
|               | clubs relégués vers la Division 2 Amateur.                                  |
| en diminution | Clubs relégués de Division 2 (Proximus League) depuis la saison précédente. |

### Classement final
- Champion d'automne: K. FC Olympia Beerschot-Wilrijk
- Dernière mise à jour: le 30/04/2017 à 10h00.
- Le classement ci-dessus ne prend par encore en compte la sanction infligée au SK Deinze (3e classé) et qui se retrouve avec seulement 7 points. Le club ayant décidé d'aller en évocation. Voir plus bas.
- Le classement ci-après ne tient pas compte de la punition de DEINZE. Le cercle flandrien a obtenu gain de cause devant la CBAS, en date du 4 mai 2017 et récupère les points initialement retranchés. Cela lui permet de terminer au 6e rang[7].

| Rang | Équipe                    | Pts | J  | G  | N | P  | Bp | Bc | Diff |
| ---- | ------------------------- | --- | -- | -- | - | -- | -- | -- | ---- |
| 1    | FC Ol. Beerschot-Wilrijk  | 80  | 30 | 26 | 2 | 2  | 66 | 16 | +50  |
| 2    | K. FC Dessel Sport        | 66  | 30 | 20 | 6 | 4  | 68 | 28 | +40  |
| 3    | R. Excelsior Virton       | 59  | 30 | 19 | 2 | 9  | 63 | 30 | +33  |
| 4    | K. SK Heist               | 51  | 30 | 16 | 3 | 11 | 61 | 42 | +19  |
| 5    | FC Verbr. Dender EH       | 50  | 30 | 15 | 5 | 10 | 53 | 43 | +10  |
| 6    | KM SK Deinze              | 48  | 30 | 14 | 6 | 10 | 46 | 34 | +12  |
| 7    | R. FC Seraing             | 48  | 30 | 14 | 6 | 10 | 42 | 36 | +6   |
| 8    | AS Verbr. Geel            | 44  | 30 | 13 | 5 | 12 | 53 | 44 | +9   |
| 9    | K. SV Oudenaarde          | 40  | 30 | 12 | 4 | 14 | 38 | 46 | -8   |
| 10   | K. Patro Eisden Maasm.    | 38  | 30 | 11 | 5 | 14 | 37 | 45 | -8   |
| 11   | K. FC Vigor Wuitens Hamme | 35  | 30 | 9  | 8 | 13 | 52 | 59 | -7   |
| 12   | K. FC Oosterzonen         | 31  | 30 | 8  | 7 | 15 | 32 | 44 | -12  |
| 13   | Sporting Hasselt          | 26  | 30 | 6  | 8 | 16 | 29 | 48 | -19  |
| 14   | K. VV Coxyde              | 22  | 30 | 6  | 4 | 21 | 27 | 81 | -54  |
| 15   | White Star Bruxelles      | 20  | 30 | 4  | 8 | 18 | 23 | 66 | -43  |
| 16   | R. Sprimont Comblain Sp.  | 19  | 30 | 4  | 7 | 19 | 30 | 61 | -31  |

- Le K. VV Coxyde n'a pas demandé le renouvellement de sa licence et sera relégué en D2 Amateur.
- Le 12 avril 2017, l'URBSFA n' pas accordé de licence au White Star et à Sprimont Comblain. Ces deux clubs sont relégués en D2 Amateur. Le recours et l'obtention de la licence devant la CBAS par Sprimont est donc inutile étant donné les positions finales du classement.

#### Tableau des rencontres
- Les résultats marqués d'une * sont ceux transformés en défaite par forfait contre le KM SK Deinze. Un état de fait annulé par la décision de la CBAS le 04/05/2017.

| Résultats (▼dom., ►ext.)                                   | BEE  | COX  | DEI  | DEN  | DSP | PAT  | GEE | HAS | VHA | HEI  | OOS  | OUD  | SER | SPR  | VIR  | WSB  |
| FC Ol. Beerschot-Wilrijk                                   |      | 4-0  | 0-1  | 1-0  | 1-3 | 2-1  | 2-0 | 3-0 | 1-1 | 4-2  | 3-1  | 1-0  | 2-1 | 3-1  | 3-0  | 2-0  |
| K. VV Coxyde                                               | 0-1  |      | 2-0  | 2-1  | 2-0 | 0-0  | 3-1 | 2-1 | 1-5 | 0-5  | 1-1  | 0-3  | 1-2 | 0-4  | 0-5  | 2-2  |
| KM SK Deinze                                               | 0-1* | 4-0* |      | 0-0* | 0-0 | 1-2  | 2-1 | 1-0 | 1-1 | 2-1* | 3-2* | 0-1  | 0-2 | 2-0* | 2-1* | 6-0* |
| FC Verbr. Dender EH                                        | 0-2  | 5-2  | 1-2* |      | 2-0 | 1-2  | 2-1 | 1-0 | 2-2 | 4-5  | 5-1  | 1-0  | 0-0 | 4-3  | 2-0  | 0-1  |
| K. FC Dessel Sport                                         | 1-2  | 4-1  | 2-1  | 4-4  |     | 4-2  | 3-1 | 2-0 | 2-0 | 4-0  | 0-0  | 2-1  | 4-0 | 3-1  | 0-0  | 5-1  |
| K. Patro Eisden Maasm.                                     | 0-2  | 1-0  | 0-2* | 0-1  | 0-4 |      | 3-1 | 2-1 | 3-2 | 0-2  | 1-0  | 0-0  | 1-2 | 3-1  | 2-0  | 4-3  |
| AS Verbr. Geel                                             | 1-1  | 4-1  | 5-1* | 2-4  | 2-2 | 1-1  |     | 2-1 | 3-1 | 1-2  | 1-0  | 4-0  | 1-2 | 2-0  | 0-3  | 2-2  |
| Sporting Hasselt                                           | 0-2  | 1-2  | 1-5* | 2-0  | 0-3 | 1-0  | 0-1 |     | 2-2 | 2-2  | 0-0  | 2-0  | 3-3 | 0-0  | 1-2  | 1-1  |
| K. FC Vigor W. Hamme                                       | 1-2  | 4-1  | 3-2* | 1-3  | 1-3 | 3-2  | 1-4 | 1-1 |     | 1-1  | 3-0  | 1-2  | 2-2 | 4-1  | 0-3  | 1-0  |
| K. SK Heist                                                | 0-1  | 3-0  | 2-2  | 1-3  | 2-0 | 2-0  | 2-1 | 3-0 | 2-0 |      | 0-3  | 4-2  | 1-2 | 5-0  | 3-2  | 5-0F |
| K. FC Oosterzonen                                          | 0-2  | 2-0  | 3-1  | 0-0  | 1-3 | 0-0  | 2-2 | 2-1 | 4-3 | 1-3  |      | 2-0  | 0-2 | 1-1  | 1-2  | 2-0  |
| K. SV Oudenaarde                                           | 2-3  | 4-0  | 1-0* | 0-1  | 0-4 | 2-0  | 1-3 | 1-1 | 1-4 | 2-1  | 1-0  |      | 3-2 | 1-1  | 1-2  | 1-1  |
| R. FC Seraing                                              | 0-3  | 3-1  | 0-1* | 1-0  | 1-2 | 3-0  | 0-2 | 0-1 | 3-0 | 1-0  | 2-1  | 1-2  |     | 0-1  | 2-0  | 0-0  |
| R. Sprimont Comblain Sport                                 | 0-2  | 2-3  | 1-1  | 1-2  | 1-1 | 2-2  | 1-3 | 0-2 | 2-3 | 2-1  | 1-2  | 0-3  | 1-1 |      | 1-2  | 1-0  |
| R. Excelsior Virton                                        | 0-3  | 3-0  | 1-1  | 6-2  | 1-2 | 2-0  | 1-0 | 6-0 | 4-0 | 2-0  | 1-0  | 2-1  | 1-2 | 3-0  |      | 6-1  |
| White Star Bruxelles                                       | 0-4  | 2-2  | 0-2* | 1-2  | 0-1 | 0-5F | 0-1 | 1-0 | 1-1 | 0-1  | 2-0  | 0-5F | 2-2 | 2-0  | 0-2  |      |
| - Victoire à domicile - Match nul - Victoire à l'extérieur |      |      |      |      |     |      |     |     |     |      |      |      |     |      |      |      |

- La rencontre « Sprimont-Oudenaarde » (14e journée du samedi 03/12/2016) a été arrêtée à la suite d'une panne d'éclairage.
- La rencontre « White Star-Oudenaarde » (16e journée du samedi 17/12/2016) est sanctionné d'un score de forfait à l'avantage des visiteurs, à la suite de la décision de l'URBSFA de placer le club bruxellois « en interdiction de jouer » pour des dettes fédérales non apurées dans les délais impartis. Si cette situation devait perdurer jusqu'à la 19e journée le club serait « disqualifié » (points retirés et placer dernier du classement) et mis en instance de radiation[8]. Ce situation se régularise dans les jours qui suivent le « White Star » peut reprendre part à la compétition [9]. Mais en vue de la 27e journée, le triste scénario se reproduit et c'est le Patro Eisden puis Heist qui bénéficient d'une victoire par forfait[10].
- Les matchs "Sprimont-Seraing" et "White Star-Geel" de la 18e journée (21/22-01-2017) sont remis en raison de la neige et du gel.

#### Classement final tenant compte de la punition de DEINZE
| Rang | Équipe                    | Pts | J  | G  | N | P  | Bp | Bc  | Diff |
| ---- | ------------------------- | --- | -- | -- | - | -- | -- | --- | ---- |
| 1    | FC Ol. Beerschot-Wilrijk  | 80  | 30 | 26 | 2 | 2  | 67 | 16  | +51  |
| 2    | K. FC Dessel Sport        | 68  | 30 | 21 | 5 | 4  | 73 | 27  | +46  |
| 3    | R. Excelsior Virton       | 62  | 30 | 20 | 2 | 8  | 67 | 28  | +39  |
| 4    | K. SK Heist               | 54  | 30 | 17 | 3 | 10 | 65 | 40  | +25  |
| 5    | FC Verbr. Dender EH       | 53  | 30 | 16 | 5 | 9  | 57 | 41  | +16  |
| 6    | R. FC Seraing             | 51  | 30 | 15 | 6 | 9  | 47 | 35  | +12  |
| 7    | AS Verbr. Geel            | 44  | 30 | 13 | 5 | 12 | 53 | 43  | +10  |
| 8    | K. SV Oudenaarde          | 40  | 30 | 13 | 3 | 14 | 45 | 43  | +2   |
| 9    | K. Patro Eisden Maasm.    | 41  | 30 | 12 | 5 | 13 | 42 | 43  | -1   |
| 10   | K. FC Vigor Wuitens Hamme | 37  | 30 | 10 | 7 | 13 | 58 | 56  | +2   |
| 11   | K. FC Oosterzonen         | 34  | 30 | 9  | 7 | 14 | 35 | 41  | -6   |
| 12   | Sporting Hasselt          | 29  | 30 | 7  | 8 | 15 | 33 | 43  | -10  |
| 13   | White Star Bruxelles      | 26  | 30 | 6  | 8 | 16 | 33 | 57  | -24  |
| 14   | K. VV Coxyde              | 25  | 30 | 7  | 4 | 19 | 32 | 77  | -45  |
| 15   | R. Sprimont Comblain Sp.  | 22  | 30 | 5  | 6 | 19 | 35 | 59  | -24  |
| 16   | KM SK Deinze              | 13  | 30 | 3  | 5 | 22 | 11 | 101 | -90  |

Vu le maintien de la punition infligée à Deinze par la Commission d'Evocation, le classement ci-dessus a fait loi jusqu'au 4 mai 2017 quand la CBAS a donné raison au club flandrien qui a récupéré les points retranchés.
- Le K. VV Coxyde n'a pas demandé le renouvellement de sa licence et sera relégué en D2 Amateur.
- Le 12 avril 2017, l'URBSFA n'avait pas accordé de licence au White Star et à Sprimont Comblain, mais celui-ci a obtenu gain de cause devant la CBAS. Par ce fait, il devenait "barragiste".

#### Résumé - Phase classique

##### Journées 1 à 10
Après trois journées, il n'y a plus de maxima. Dessel Sport, Dender et Beerschot-Wilrijk (7) occupent les trois premières places, devant Virton et Hasselt (6). Les trois meneurs restent invaincus, tout comme Deinze (5) et Hamme (3). Coxyde et Sprimont n'ont pas encore pris le moindre point.
Dessel et Beerschot-Wilrijk (13) sont en tête après 5 journées devant Deinze (11). Toujours pas de victoire pour Sprimont (0).
Lors de la journée no 6, Beerschot-Wilrijk (16) prend seul les commandes en battant Geel (2-0) pendant que Deinze (14) concède un partage spectaculaire (4-4) avec Dender. Deinze (14) - victorieux (0-1) à Seraing - et Virton (12) - vainqueur du Patro Eisden (2-0) - sont les premiers poursuivants. Sprimont débloque son compteur victoire contre Heist (2-1).
Dessel Sport (20) s'impose (1-3) à Beerschot-Wilrijk (19) lors de la 8e journée et reste le dernier invaincu car Deinze (17) est sèchement défait (5-1) à Geel. Après un léger passage à vide, l'Excelsior Virton (18) revient sur la troisième marche du podium. Le classement commence à se scinder en deux parties. Tout en bas, Oosterzonen (6), Eisden (5), Sprimont et Coxyde (4) sont les plus mal lotis.
Le Beerschot (22) reprend la tête du championnat en gagnant (0-1) à Deinze tandis que Dessel (20) et Virton (19) se neutralisent avec un partage blanc lors de la journée no 9. On frôle le drame quand pendant le voyage de retour vers la Gaume, l'autocar de l'Excelsior Virton prend feu et est entièrement détruit. Fort heureusement la totalité des passagers a eu le temps de quitter le véhicule .
Au premier tiers de la compétition, les trois premiers sont détachés: Beerschot (25), Dessel Sport (24) et Virton (22). Le quatrième classé (Dender) est à 5 unités du podium. Sprimont perd (1-2) contre Coxyde, le duel entre les deux derniers et voit sa situation se compliquer davantage.

##### Journées 11 à 20
Première défaite pour Dessel (2-0 à Heist) lors de la 12e journée. Cela permet à Beerschot Wilrijk de compter 4 points d'avance. Les pensionnaires du Kiel confortent leur leadership une semaine plus tard. Dessel subit, un deuxième revers (2-0) à Coxyde qui par ce fait laisse dernière place à Sprimont.
Lors de la 14e journée, Beerschot-Wilrijk confirme son titre honorifique de "champion d'automne", alors que Deinze prend la deuxième place et Virton la troisième. Dessel Sport de nouveau accroché (0-0, contre Oosterzonen) glisse au 4e rang.
La journée de clôture du premier tour voit les meneurs s'imposer, dont Deinze qui bat Virton (2-1) dans l'affiche de cette journée. Dessel retrouve la chemin de la victoire (0-1, au White Star). Dender est surpris par le Patro Eisden (1-2) et doit laisser de précieuses unité. Outre le "Patro", d'autres menacés engrangent un succès, tel qu'Oosterzonen contre Hamme (4-3) qui se retrouve "descendant". Seraing obtient trois points importants à Coxyde (1-2). Sprimont concède sa 10e défaite à Geel (2-0).
L'année civile 2016 se termine avec un succès contre Dessel Sport (31-9v) pour le leader du Beerschot-Wilrijk (43), alors que Deinze (32) est battu à Hamme (3-2). Virton (31-10v), qui a battu Geel (1-0), revient sur le podium. En fond de grille, cela tourne à la catastrophe pour Sprimont Comblain (8) battu (1-2) par Oosterzonen, alors que d'autres rivaux directs s'imposent. Cela ne sent pas bon pour le White Star, interdit de jouer pour des dettes fédérales non payées dans les délais impartis (op cit).
La reprise en janvier 2017 voit Beerschot-Wilrijk augmenter son avantage sur ses premiers poursuivants. Dessel Sport est accroché (2-2) à Geel tandis que Virton est défait au Patro Eisden (2-0). La semaine suivante, c'est Deinze qui trébuche (2-0) à Coxyde.
Au deux-tiers du championnat, le Beerschot (55) caracole en tête avec 14 unités d'avance sur son premier poursuivant, Dessel Sport (41). À ce moment de la compétition Virton (37-12v) et Deinze (37-11v) sont les deux autres qualifiés pour les Play-off devant désigner le champion. Dender (34) et Heist (31) sont en chasse pour tenter d'accrocher la première édition de cette phase finale amateur.
En fin  de grille, Oosterzonen (20) est barragiste, devant les trois relégables directs: Coxyde (18), le White Star (15) et Sprimont (10, 1 match de moins).

##### Journées 21 à 30
C'est le FC Seraing qui se met en évidence. Signant un 7 sur 9, dont une victoire (2-0) contre Virton, les pensionnaires du Pairay reviennent à portée du "Top 4" car ils comptent une rencontre de moins (reprogrammée le 01/03/2017, soit avant la 23e journée).

###### Deinze puni
Alors qu'en Première instance, le 16 novembre 2016, la plainte introduite par le R.FC Seraing n'avait pas pénalisé le KM SK Deinze, le 25 février 2017, le Comité d'Appel de l'URBSFA a inversé le verdict et sanctionné les Flandriens de Deinze alors 3e du classement général. Le club est-flandrien perd TOUS les points obtenus lorsqu'il a aligné le joueur Jarric BUYSSE. Il s'agit de toutes rencontres allant de la première jusqu'au 20/01/2017. Les "Orange" se retrouvent au dernier rang avec seulement 6 unités ! Le club a annoncé qu'il allait en évocation de cette punition confirmé car il refuse :"d'être la victime d'un manquement, d'un vide, dans le Règlement fédéral." Cette sanction, si elle est confirmée en évocation, pourrait faire les affaires de cercles mêler à la lutte pour le maintien et laisser plus ouvert l'accès aux "Play Off" pour le titre.
Lors de 24e journée le Beerschot (62) subit sa seconde défaite (0-1) des œuvres de Deinze. Dessel Sport (52) qui est allé gagner (1-2) à Virton (44) grignote trois unités. En chasse pour le "top 4", Heist fait aussi du surplace à la suite de son revers (1-2) contre Seraing. En bas de tableau, Sprimont-Comblain s'impose contre le White Star Bruxelles (1-0).

###### Beerschot-Wilrijk, premier qualifié
La principale indication de la 25e journée est que, à la suite de la victoire 0-3 à Seraing, Beerschot-Wilrijk est mathématiquement assuré de participer au "Paly-Offs Amateur" devant désigner le champion. Par ailleurs, Dender (vainqueur de Geel 2-1) dépasse Heist (accroché à Hamme 1-1). Premier revers de Deinze depuis la confirmation en appel de sa punition (0-1 contre Oudenaarde). La journée no 26 voit les meneurs s'imposer, à l'exception de Heist qui partage (2-2) avec Deinze. En bas de classement, Sprimont-Comblain est le seul, à grappiller une unité (1-1, à Oudenaarde). Les "Carriers" sont désormais à 5 unités d'e la place de barragiste mais compte une rencontre de moins.
Au terme de la 27e journée, Dessel Sport, large vainqueur de Heist (4-0), valide son bille pour les "Play-Off". L'Excelsior Virton bien que facile (0-5 à  Coxyde) car Seraing à jouer une rencontre de moins. Battu (0-2) par Seraing, Deinze est mathématiquement relégué, si l'on se rapporte au classement tenant compte de la punition qui lui a été infligée. Le 30 mars 2017, la Commission d'Evocation de l'URBSFA a écouté la défense du club mais a maintenu la punition.S'estimant fortement lésé pour des erreurs qu'il estime être celles de la fédération et mis financièrement en péril par cette sanction, le KM SK Deinze compte se pourvoir devant le tribunal civil tant en référé et que sur le fond. Une réparation en dommages et intérêt sera réclamée à l'URBSFA.
Virton s'impose largement (6-2) lors de la journée no 28 et s'assure une place au « Tour final de D1 Amateur ». Dans le même temps, le White Star subit un second revers consécutifs par forfait et sent croître la menace d'un « forfait général » (trois forfaits consécutifs - Article 1526, point 3, alinéa 31) qui profiterait à Sprimont-Comblain. Finalement le club bruxellois est autorisé à disputer les deux dernières rencontres de championnat à la suite d'une action estée devant le Tribunal de Première instance de Bruxelles .

###### Saga des licences
Devenue une gênante habitude dans le football belge, la « Saga des licences » connait ses épisodes annuels à partir du mois d'avril. En date du 12 avril 2017, concernant la Division 1 Amateur, le commission concernée de l'Union Belge prend trois décisions: Beerschot-Wilrijk se voit attribuer la licence D1B et est donc administrativement en ordre pour monter.
À l'inverse, le White Star Bruxelles et Sprimont Comblain Sport ne reçoivent leur sésame D1 Amateur pour 2017-2018 et seront relégués. Le club bruxellois, en proie à des soucis financiers importants, annonce qu'il n'entame pas de recours. Par contre Sprimont Comblain a contesté la décision et a obtenu gain de cause devant la CBAS. Il sera barragiste et Deinze est relégué (ce club a annoncé entamer des actions devant les tribunaux civils).
Lors de la dernière journée, Seraing bat Dender (1-0). Cela profite à Heist, vainqueur d'Hasselt (3-0), qui prend le 4e ticket pour le tour final.

## Play-off Amateur
Qualifiés: K. FC Olympia Beerschot-Wilrijk, K. FC Dessel Sport, R. Excelsior Virton, K. SK Heist.
- En date du 30 avril 2017, soit à la clôture de la phase classique, seul Beerschot-Wilrijk s'est vu attribuer une licence "D1B" pour la saison suivante.

|  | Champion de Belgique Amateur (+ montée en D1B si en ordre de licence). |

### Classement Play-off Amateur
Même s'il ne remporte pas le titre, Beerschot-Wilrijk est assuré de monter en  D1B, car étant le seul cercle ayant demandé et obtenu la licence nécessaire.
| Rang | Équipe                          | Pts | J | G | N | P | Bp | Bc | Diff |
| ---- | ------------------------------- | --- | - | - | - | - | -- | -- | ---- |
| 1    | K. FC Olympia Beerschot-Wilrijk | 53  | 6 | 4 | 1 | 1 | 16 | 7  | +9   |
| 2    | K. FC Dessel Sport              | 42  | 6 | 2 | 2 | 2 | 8  | 11 | -3   |
| 3    | K. Excelsior Virton             | 41  | 6 | 3 | 1 | 2 | 11 | 10 | +1   |
| 4    | K. SK Heist                     | 29  | 6 | 0 | 2 | 4 | 10 | 17 | -7   |

#### Résultats des matchs du Play-off Amateur
| Résultats (▼dom., ►ext.)                                   | BEE | DES | VIR | HEI |
| K. FC O. Beerschot-Wilrijk                                 |     | 4-0 | 3-1 | 2-2 |
| K. FC Dessel Sport                                         | 1-2 |     | 0-0 | 2-1 |
| R. Excelsior Virton                                        | 2-0 | 2-3 |     | 3-2 |
| K. SK Heist                                                | 1-5 | 2-2 | 2-3 |     |
| - Victoire à domicile - Match nul - Victoire à l'extérieur |     |     |     |     |

#### Résumé Play-off Amateur
Déjà "plombé" par le fait que seul le Beerschot-Wilrijk soit demandeur et détenteur de la licence D1B, le suspense tourne court en raison de l'importante avance de deux clubs anversois. Dès la 2e journée de ce "Play Off", seul le Beerschot (46) et Dessel (40) peuvent encore mathématiquement conquérir le premier sacre de "Champion national amateur". Virton (31) et Heist (27) sont trop distancés.
En allant s'imposer (1-2) à Dessel Sport, lors de la 3e journée de ce "Play Off", le Beerschot-Wilrijk se rapproche encore un peu plus du titre officiel. Les nouveaux "Rats du Kiel" possède 9 points d'avance sur leur dernier rival alors qu'il n'en reste qu'autant à prendre.
Le mercredi 17 mai 2017 la cause est définitivement entendue par le lmarge succès du "Beerschot" (4-0) contre Dessel. Le K. FC Olympia Beerschot-Wilrijk est officiellement sacré et devient le 1re Champion de Belgique Amateur de l'Histoire.
Trois jours plus tard, le nouveau champion essuie une défaite (2-0) à Virton. Ce n'est que son 3e revers, le premier depuis le 11 mars 2017 (0-1 contre Deinze) et le tour premier en déplacement. Avec ce succès, l'Excelsior Virton revient à une unité de Dessel Sport chez lequel il se rend pour clore le championnat. La place de « vice champion » se joue lors de cette partie. Les deux formations se quittent dos-à-dos (0-0) et le classement reste figé.

## Tour final D1 Amateur
Quatre clubs sont concernés par ce tour final qui attribue une place en D1 Amateur . Ce tournoi est disputé en deux journées et comprend des rencontres de classement pour les perdants. Ceci afin d'obtenir une hiérarchie bien définie car la participation à la D1 Amateur est conditionnée à l'obtention d'une licence. Des repêchages seraient donc possibles dans le cas où des places se libèreraient.

### Condition de participation
Pour pouvoir prendre part au Tour final D1 Amateur, un club doit
- soit être en ordre de licence.
- soit que cette licence ne lui pas encore été refusée "par une décision coulée en force de chose jugée" (exemple par la CBAS) [17].

### Participants
- le 13e classé de Division 1 Amateur (ou équivalent selon licences refusées): K. Sporting Hasselt.
- de deux qualifiés de Division 2 Amateur VFV: K. SC Eendracht Alost et K. OLSA Brakel.
- de un qualifié de Division 2 Amateur ACFF: R. FC de Liège.

### Résultats
Les quatre formations concernées disputent deux matchs aller/retour (prolongation et tirs au but éventuels lors du retour). Les deux vainqueurs disputent la finale pour les 1re et 2e places.
| Dates      | Type       | Équipe 1              | Équipe 2              | 90' | Prol. | T-a-B |
| 14/05/2017 | (1) aller  | K. Sporting Hasselt   | K. SC Eendracht Aalst | 1-3 | X-X   | X-X   |
| 17/05/2017 | (1) retour | K. SC Eendracht Aalst | K. Sporting Hasselt   | 1-3 | 2-3   |       |
| 14/05/2017 | (2) aller  | K. OLSA Brakel        | R. FC de Liège        | 3-1 | X-X   | X-X   |
| 17/05/2017 | (2) retour | R. FC de Liège        | K. OLSA Brakel        | 3-1 | 3-1   | 4-2   |
| Dates      | Type       | Équipe 1              | Équipe 2              | 90' | Prol. | T-a-B |
| 21/05/2017 | (F) aller  | K. SC Eendracht Aalst | R. FC de Liège        | 0-1 | X-X   | X-X   |
| 28/05/2017 | (F) retour | R. FC de Liège        | K. SC Eendracht Aalst | 1-2 |       |       |

- Le K. SC Eendracht Aalst monte en Division 1 Amateur.
- Avec une victoire en déplacement, l'Eendracht Alost fait un grand pas vers la manche décisive de ce Tour final. De son côté", le FC de Liège, qui a manqué la conversion d'un coup de réparation est en position délicate avant la demi-finale retour.
- Beaucoup de spectacle lors des demi-finales retour. Hasselt renverse une situation périlleuse et s'impose (1-3). Cependant, Alost émerge durant la prolongation. Le Sporting Hasselt est renvoyé en D2 Amateur VFV. Du côté de Rocourt, le « Club Liégeois » retourne la situation initiale en menant 2-0. Mais OLSA Brakel parvient à réduire le score et à se placer en position de qualifié. Les « Sang & Marine » forcent la prolongation grâce à un coup de réparation transformé à la 90e ! La prolongation ne change rien. C'est à la suite d'une séance de tirs au but que Le R. FC de Liège atteint la finale.
- Avec un but à la 87e, Liège prend option en gagnant la manche aller de la finale (0-1) au stade Pierre Cornelis. Mais lors du retour, les Alostois se montrent bien plus costauds. Le marquoir ne bouge pas lors de la première période, mais ensuite les « Oignons » frappent 0-2. Les « Sang & Marine » réduisent l'écart en fin de partie (1-2).

## Résumé de la saison
- Champion: ??? xe titre en Division 1 Amateur - xe titre au 3e niveau
- N-ième titre de D1 Amateur - au 3e niveau - pour la province...

| Région flamande (13)            | Région flamande (13) | Province de Brabant (1)      | Province de Brabant (1) | Région wallonne (3)    | Région wallonne (3) |
| ------------------------------- | -------------------- | ---------------------------- | ----------------------- | ---------------------- | ------------------- |
| Province d'Anvers               | 6                    | Région de Bruxelles-Capitale | 1                       | Province de Hainaut    | 0                   |
| Province de Flandre-Occidentale | 1                    | Province du Brabant flamand  | 0                       | Province de Liège      | 2                   |
| Province de Flandre-Orientale   | 4                    | Province du Brabant wallon   | 0                       | Province de Luxembourg | 1                   |
| Province de Limbourg            | 2                    |                              |                         | Province de Namur      | 0                   |

1. ↑  Au niveau footballistique, la province de Brabant est toujours unitaire malgré sa partition territoriale en 1995.

### Montée en "D1B"
- K. FC Olympia Beerschot-Wilrijk

### Relégations en D2 Amateur
- R. Sprimont Comblain Sport
- K. VV Coxyde
- White Star Bruxelles

+
- Sporting Hasselt

## Débuts au3eniveauhiérarchique (en tant que D1 Amateur)
Lors de cette saison 2016-2017, aucun club ne fait ses débuts au 3e niveau de la hiérarchie du football belge.

## Inactivité pour Coxyde
Le K. VV Coxyde, relégué en D2 Amateur VFV, annonce son choix de rester inactif (plus d'équipe "Première" alignée) lors de la saison 2017-2018. Ensuite, le club devrait reprendre en 4e provinciale de Flandre occidentale ,.